# Gerd Grube
Gerd Grube (* 23. Mai 1960) ist ein deutscher Ingenieur und ehemaliger Rektor der SRH Fachhochschule Hamm. An der privaten Fachhochschule University of Applied Sciences Europe (früher Business and Information Technology School) in Iserlohn ist er als Dozent und Prodekan des Studienganges Business & Technology Management tätig.

## Leben
Gerd Grube studierte an der Technischen Universität Dortmund Maschinenbau und war im Anschluss daran als stellvertretender Institutsleiter an der TU angestellt. Er arbeitete einige Jahre als Unternehmer und gründete 1992 die Carat Robotic Innovations GmbH, die Robotertechnik für die Industrie entwickelt und produziert. 1995 folgte die Gründung der IGA mbH, deren Geschäftsfeld Postlogistik, Business Improvement und Wissensmanagement umfasst. Bei beiden Unternehmen ist er bis heute als Geschäftsführer aktiv. Des Weiteren gehört er zum Aufsichtsrat der Stromag AG.
Im April 2007 wurde er zum Rektor der SRH Fachhochschule Hamm berufen. Zugleich übernahm er den Lehrstuhl für Roboter- und Handhabungstechnik. Er war Mitbegründer und Vorstandsmitglied der Akademischen Gesellschaft Hamm. Anfang 2009 schied er als Rektor der Hochschule aus, um sich wieder vermehrt auf seine unternehmerischen Tätigkeiten zu konzentrieren. Parallel dazu ist er seit dem Wintersemester 2009/2010 Professor an der BiTS Iserlohn und leitet als Prodekan den Bachelor-Studiengang Business & Technology Management.